# Distretto del Dinajpur Meridionale
Il distretto del Dinajpur Meridionale (in hindi Dakshin Dinajpur) è un distretto del Bengala Occidentale, in India, di 1 502 647 abitanti. Il suo capoluogo è Balurghat.